# Eric Lander
Eric Steven Lander (Brooklyn, 3 de fevereiro de 1957) é um matemático, economista e biólogo estadunidense. É professor de biologia do Instituto de Tecnologia de Massachusetts (MIT), membro do Whitehead Institute, e diretor do Broad Institute of MIT and Harvard que dedicou sua carreira para compreender os benefícios para a medicina no Projeto Genoma Humano.
Atualmente é conselheiro de ciência do presidente Joe Biden e também serve como diretor do Escritório de Política para Ciência e Tecnologia.